# BASEMENT ATTRACTION
『BASEMENT ATTRACTION LIVE IN FOUR VALLEY』は、1998年10月にGTO FOUR VALLEY RECORDSからリリースされた関口誠人 & 渡辺英樹がメインのオムニバス・ライブ・CDである。

## 解説
- 関口がライブハウスFOUR VALLEYと共同プロデュースしたオムニバスCD。

## 参加ミュージシャン
- 関口誠人 - ギター、ボーカル、ボイス
- 渡辺英樹 - ベース、ボーカル、ボイス
- 丸山正剛 - ギター、ボイス
- コルチャック
- TRANSE
- スリークォーター
- THE ORCHESTRA BALLET

## 収録曲
| #   | タイトル                                     | 作詞       | 作曲               |
| --- | -------------------------------------------- | ---------- | ------------------ |
| 1.  | 「告白」(コルチャック)                       | 柴田博     | 柴田博             |
| 2.  | 「なぞなぞの鏡」(コルチャック)               | 柴田博     | 柴田博             |
| 3.  | 「dear pop side」(TRANSE)                    | 吉村洋之   | 澤井一             |
| 4.  | 「LIP HYSTERIC」(TRANSE)                     | 吉村洋之   | 澤井一             |
| 5.  | 「ハロルドはバカじゃない」(スリークォーター) | 加藤卓雄   | 加藤卓雄           |
| 6.  | 「フシギな距離」(スリークォーター)           | 加藤卓雄   | 加藤卓雄           |
| 7.  | 「Flower (黄色い花)」(THE ORCHESTRA BALLET)  | ユキエ     | 八木岡健二、ユキエ |
| 8.  | 「星の彼方に」(THE ORCHESTRA BALLET)         | 八木岡健二 | ヤギユキヨシ       |
| 9.  | 「お笑いトーク」(トーク)                     |            |                    |
| 10. | 「The Mosquito Song」(関口誠人 & 渡辺英樹)   | 渡辺英樹   | 渡辺英樹           |
| 11. | 「ハレルヤ」(関口誠人 & 渡辺英樹)            | 渡辺英樹   | 渡辺英樹           |
| 12. | 「謎のセッション」(トーク)                   |            |                    |
| 13. | 「Singin' in the Rain」(関口誠人 & 渡辺英樹) | 関口誠人   | 関口誠人           |

## 楽曲解説
1. 告白
『コルチャック』が披露した。
『コルチャック』の楽曲。
2. なぞなぞの鏡
『コルチャック』が披露した。
『コルチャック』の楽曲。
3. dear pop side
『TRANSE』が披露した。
『TRANSE』の楽曲。
4. LIP HYSTERIC
『TRANSE』が披露した。
『TRANSE』の楽曲。
5. ハロルドはバカじゃない
『スリークォーター』が披露した。
『スリークォーター』の楽曲。
6. フシギな距離
『スリークォーター』が披露した。
『スリークォーター』の楽曲。
7. Flower (黄色い花)
『THE ORCHESTRA BALLET』が披露した。
『THE ORCHESTRA BALLET』の楽曲。
8. 星の彼方に
『THE ORCHESTRA BALLET』が披露した。
『THE ORCHESTRA BALLET』の楽曲。
9. お笑いトーク
渡辺英樹、関口誠人、丸山正剛のトーク。
10. The Mosquito Song
関口誠人 & 渡辺英樹と丸山正剛が披露した。
VoThMの楽曲。
11. ハレルヤ
関口誠人 & 渡辺英樹と丸山正剛が披露した。
渡辺英樹の楽曲。
12. 謎のセッション
関口誠人 & 渡辺英樹と丸山正剛が披露した。
13. Singin' in the Rain
関口誠人 & 渡辺英樹と丸山正剛が披露した。
SijiMiの楽曲。